# Ankimo

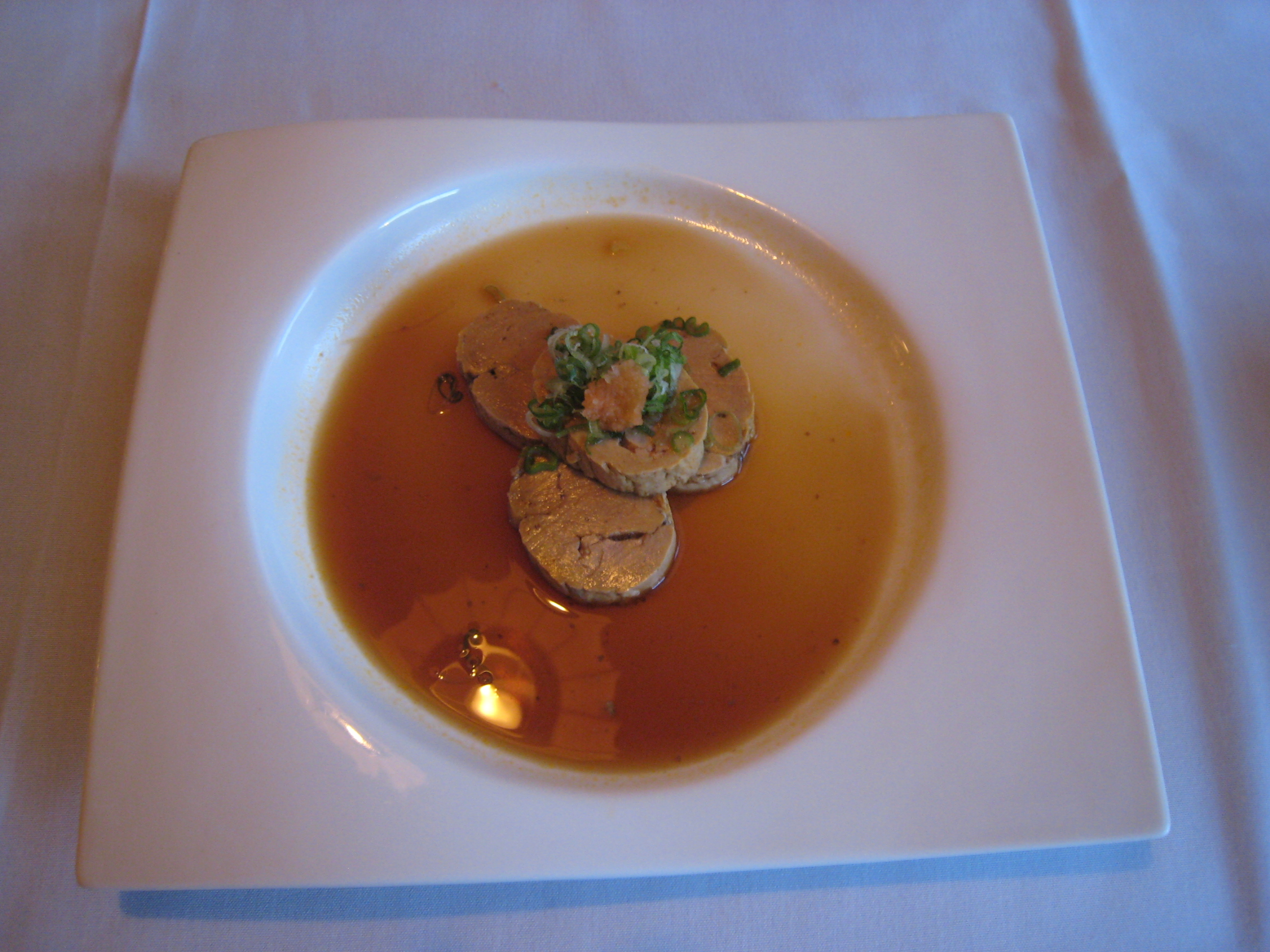
Ankimo.

El ankimo (アンキモ?)  es un plato japonés hecho de hígado de rape.
El hígado se frota primero con sal y luego se enjuaga con sake. Entonces se le retiran las venas, se enrolla hasta obtener un cilindro y se cuece al vapor. El ankimo se sirvea menudo con daikon gratinado con guindilla, cebolleta cortada fina y salsa de ponzu.
El ankimo es considerado uno de los chinmi (delicias) de Japón.
- Datos: Q2850350
- Multimedia: Ankimo / Q2850350